# Pflegemode

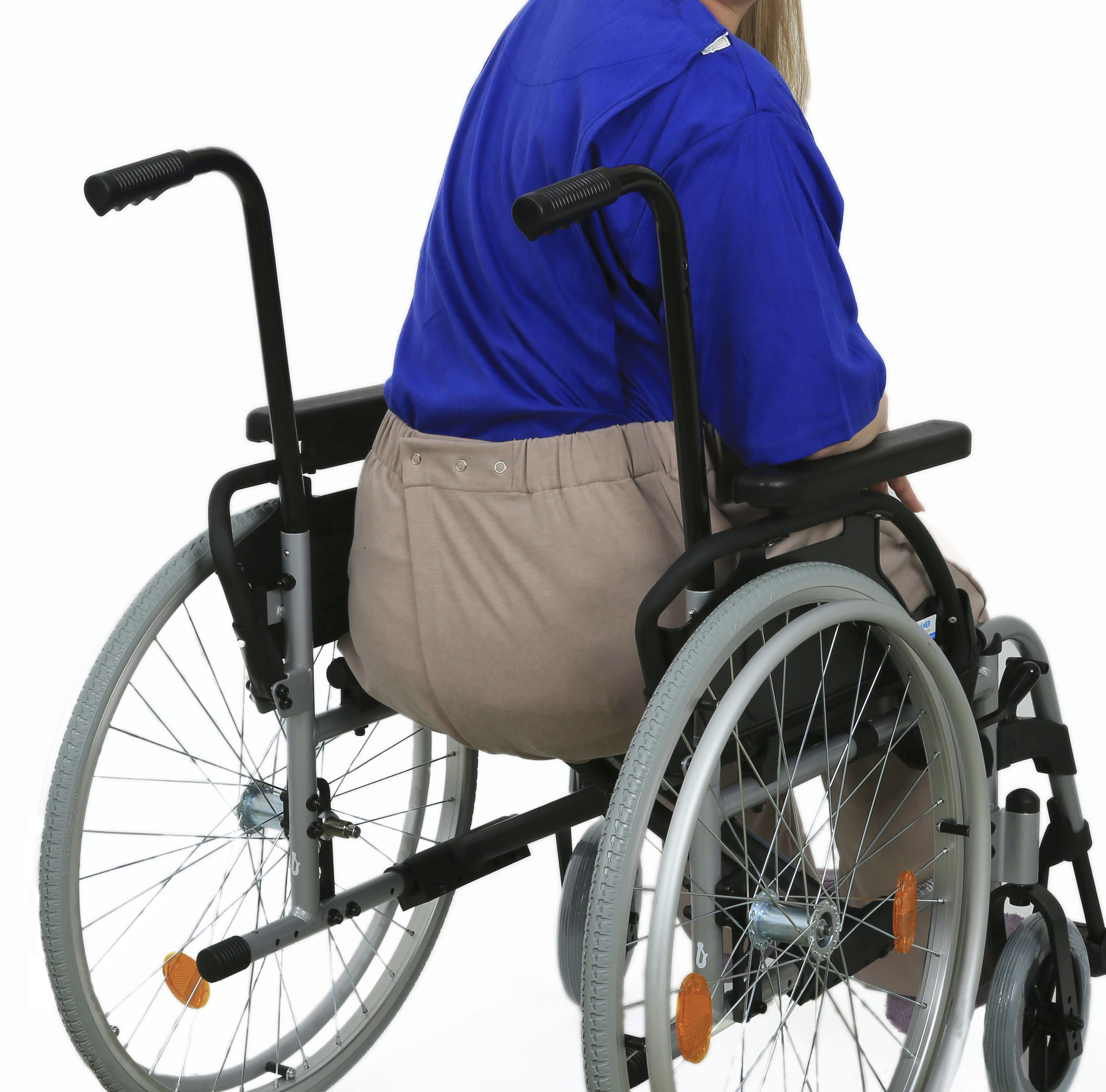
Rollstuhlpflegehose

Pflegemode ist ein Begriff aus der Alten-, Gesundheits- und Krankenpflege und beschreibt speziell Kleidung bei Behinderung oder Pflegebedürftigkeit unter ästhetischen, funktionalen, modischen und gesundheitsfördernden Aspekten.
Pflegemode umfasst Kleidung für Patienten, Pflegebedürftige und Menschen mit mobilen (beispielsweise Arthritis, Lähmung) oder kognitiven Beeinträchtigungen (Alzheimer, Demenz), bei Krankheit, Behinderung und Rollstuhlabhängigkeit. Es handelt sich um Kleidung mit Funktion (Funktionskleidung, adaptive Kleidung), die aufgrund des Designs und eines ergonomisch angepassten Schnittes das Ankleiden erleichtert und für die Körpersituation der Person optimiert ist.

## Beschreibung
Pflegemode orientiert sich an der Anamnese des Patienten und ist in ihrer Funktion und Konzeption jeweils individuell auf das Krankheitsbild ausgerichtet. So bieten sich für Betroffene, die in ihrer Motorik eingeschränkt sind, beispielsweise bei arthritischen und rheumatischen Erkrankungen, Parkinson-Krankheit, Multipler Sklerose oder Schlaganfallpatienten, Behinderungen und Rollstuhlabhängigkeit leichtgängige Kleidungsstücke an, um das selbstständige Ankleiden weitgehend zu erhalten. Pflegemode unterstützt zudem das assistierte Ankleiden bei Personen mit wenig oder keiner Eigenmobilität (beispielsweise Bettlägerigkeit, Lähmung, Koma, Spastiken und Tremor in späteren Stadium) bzw. schwersten Erkrankungen mit kognitiven (Alzheimer, Demenz), mobilen oder motorischen Beeinträchtigungen.

### Merkmale

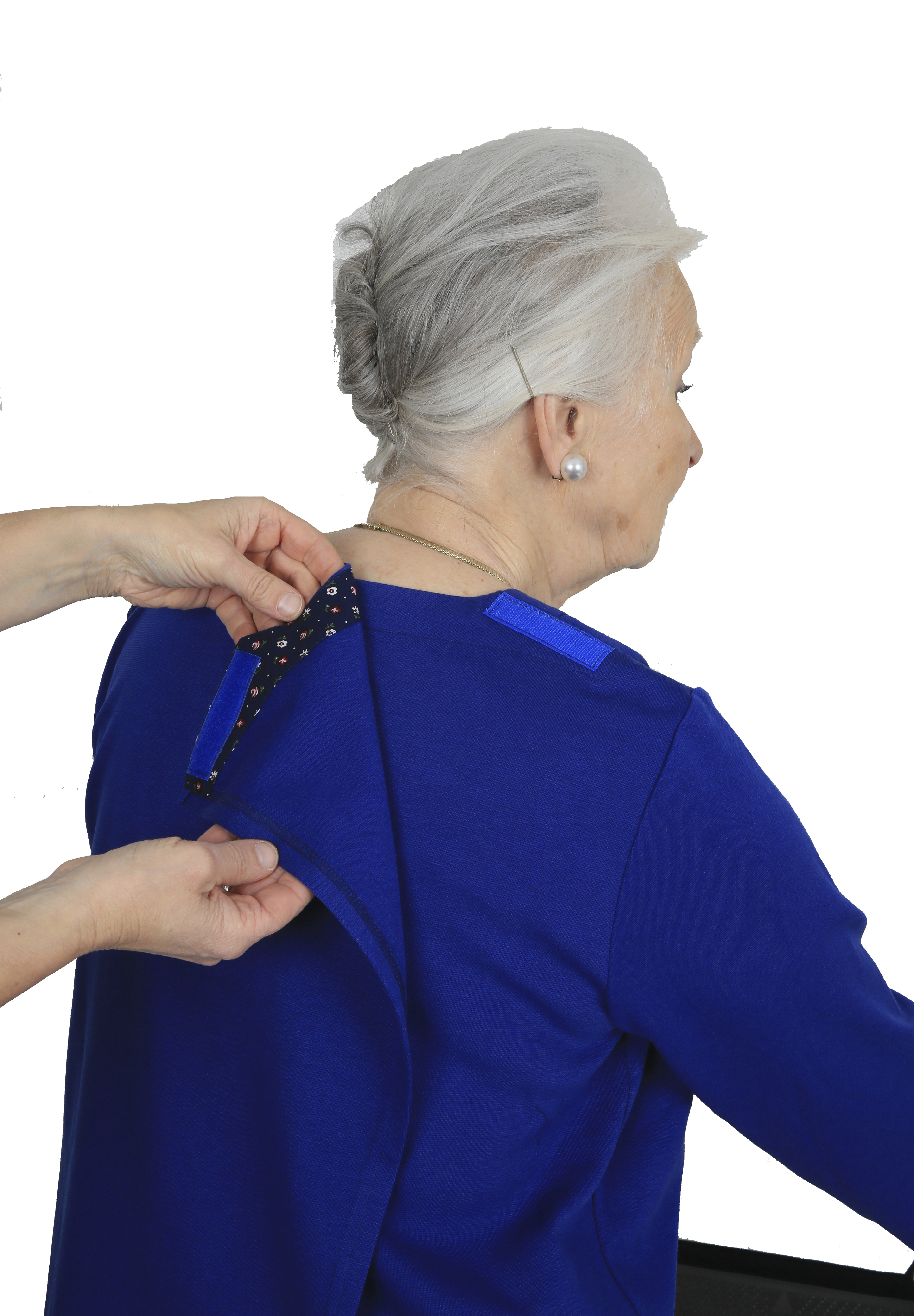
Pflegeshirt mit Klettverschlüssen

- erweiterte Einstiege für Personen, die die Arme nicht (mehr) heben können, im Rollstuhl sitzen oder bettlägerig sind
- Verschlusstechnik aus Klett, Reißverschluss oder Druckknopf in Auswahl für eine individuelle Anwendung und Anpassung
- kein "Über-den-Kopf-ziehen" der Oberteile
- der Schnitt und die Verarbeitung unterstützen den Patienten
- Hosen haben einen ergonomischen Schnitt für einen bequemen Sitz
- im Sitzen und Liegen darf Kleidung keine Druckstellen (Dekubitus) oder Hautirritationen verursachen.
- die Kleidung soll Bewegungsabläufe sicher begleiten und Sturz- und Verletzungsrisiken mindern
- eine optimale Qualität, die es erlaubt, die Kleidung hoher Beanspruchung auszusetzen und in hygienischen Aspekten unkompliziert sind
- stress- und schmerzfreies Ankleiden[4]

### Zweck
- Erhaltung der Selbständigkeit beim Kleiden (Mobilisation)[5]
- Hilfe und Erleichterung beim assistierten Kleiden
- Vereinfachte Hilfestellung beim An- und Auskleiden (Koordination von Bewegungsabläufen in der Kinästhetik)
- Kleiden im Sitzen und Liegen (Pflegestandard: Wechsel der Kleidung im Bett), An- und Auskleiden von Hemiplegiepatienten[6]
- Erhaltung der Fähigkeiten und Erfüllung persönlicher Bedürfnisse
- Optimierung der individuellen und situativen Kleidungsansprüche[7]
- Erhaltung des modischen Aspektes bei schwieriger Situation des Ankleidens
- Ermöglichung eines würdevollen biografisch authentischen Kleidens und Verbesserung des Erscheinungsbildes (Mode, Modebewusstsein)
- Mobilisierunghilfe und Verbesserung der sozialen Integrität des Betroffenen[8][9]

### Anwendungsgebiete
- organische Erkrankungen (Inkontinenz) – Hygiene – leichtes Umkleiden
- muskuläre und neurologische Erkrankungen (Multiple Sklerose) – schmerzfreies Kleiden
- psychische Erkrankungen (Alzheimer, Demenz, (Alters-)Depression) – stressfreies Kleiden
- Knochenerkrankungen (Frakturen, Kontrakturen) – Kleiden im Sitzen bzw. ohne körperliche Anstrengungen
- chronische Erkrankungen (Arteriosklerose, Rheuma, Parkinson) – Kleidung mit leicht zu handhabenden Schließungen
- Herz- und Kreislauferkrankungen (Apoplex/Schlaganfall) – Kleiden „ohne über den Kopf ziehen“
- Schmerzen (Krebserkrankungen) – schmerzfreies Kleiden
- Amputationen (Rollstuhlabhängigkeit) – Kleidung mit zugänglichen Verschlüssen
- Adipositas (Übergewichtigkeit) – im Sitzen und Liegen kleiden[10]

## Produkte (Auswahl)

### Oberteile
Shirts, Hemden, Blusen, Kleider, Pullover, Jacken, Unterhemden, BH’s, Nachtwäsche (Pflegenachtkleider)
- Oberteile mit Klett- oder Magnetschließungen im Frontbereich (an Stelle von Knöpfen) für arthritische schwer bewegliche Finger, fehlender Fingerfertigkeit, feinmotorischer Veränderung der Finger, versteifter Hände und Gelenke.
- Oberteile mit Rücken- und Schulterschließungen bei vollständiger Öffnung des Kleidungsstückes mit und ohne Stoff-Überlappungen im Rückenbereich (für das assistierte Ankleiden bei geringer und ohne Eigenbewegung des Patienten, Wickeltechnik mit Schließungen aus Klett, Druckknopf, Bändern am Nacken, auf der Schulter und am Rücken bzw. entlang der Wirbelsäule)
- Oberteile teilweiser Rückenöffnung mit und ohne Stoff-Überlappungen im Rückenbereich (über den Kopf ziehend für einen leichteren Einstieg (Rollstuhlfahrershirts) / unten herum offen bleibend für einen leichteren Zugang und komfortablen Versorgung zum Beispiel bei Inkontinenz (Nachtwäsche))
- Oberteile mit Front- und Armöffnungen (Dialyse, Port-/Katheterversorgung)
- BH’s mit Frontöffnungen Druckknopf, Häkchen und Klett (bei eingeschränkter Finger- und Handmotorik)
- Oberteile mit ergonomischem Schnitt hinten kürzer oder ausgeformt (Rollstuhlfahrer)
- Röcke mit weiter Öffnung und seitlichen Klettschließungen (bei eingeschränkter Fingerfertigkeit) oder Zippern (bei Mobilitätseinschränkungen Rollstuhlabhängigkeit)

### Beinkleider
- funktionelle Hosentypen:

1. Kletthosen (Schlupfhosen mit seitlichen Klettschließungen für einen weiten Einstieg und leichter Öffnung/Schließung und Anpassung)
2. Pflegehosen (seitliche Öffnungen mit Klett, Druckknopf, Zipper, Reißverschluss am Gesäß, über den Oberschenkel verlaufend oder bis an die Fußknöchel)
3. Rollstuhlhosen (für mobile aktive Rollstuhlfahrer ergonomisch Rückenerhöhung und Po-, Bein- und Knieausformung, verlängerte Hosenbeine zur Abdeckung der Fußknöchelbereiche)
4. Rollstuhl-Pflegehosen (für immobile Patienten mit wenig und keiner Eigenbewegung / Schwerstpflege für ein leichtes assistiertes Ankleiden des sitzenden oder liegenden Patienten mit Rückenöffnung und Zugang für eine komfortable Versorgung)
5. Transferhosen (mit seitlichen Griffen auf Hüfthöhe und Bundgriffen für Patienten mit unsicherem Gangbild und Sturzgefährdung zur Begleitung des Transfers durch die Assistenz, erleichtert und sichert das Umsetzen aus einem Rollstuhl auf den Stuhl)
6. Rehahosen (-pants) (für mobil eingeschränkte Patienten z. B. nach Fraktur, OP, Lähmung, Rollstuhlabhängigkeit) mit leicht zu öffnenden Hosenbeinen und vergrößertem vereinfachten Einstieg/Ausstieg für das selbständige und assistierte Kleiden
7. Zipperhosen (mit seitlichen Reißverschlüssen, die den Einstieg vereinfachen, jeweils am Bein entlang zur teilweisen oder vollständigen Öffnung des Hosenbeines)

- Pflegehosen/Inkontinenzwäsche (Unterwäsche mit Klett- und Druckknopfschließungen für ein assistiertes Ankleiden im Liegen)

### Weitere Kleidung
- Pflegeoveralls (Overalls mit Rückenreißverschluss, Beinreißverschluss, Front- und Bauchreißverschluss für die Versorgung Bettlägeriger, sowie Patienten mit Unruhezuständen und einem Entkleidungsproblem)
- Schuhe und Strümpfe mit weiten dehnbaren Einstiegen (komfortabel zur Vereinfachung des selbständigen oder assistierten Ankleidens)
- Schuhwerk mit unkomplizierter Handhabung (Klettschließungen)
- Wetterbekleidung, Rollstuhlponchos und Regencapes, Bein- und Fußwärmer (für Rollstuhlfahrer – Outwear für aktive Rollstuhlfahrer mit zusätzlichen Komfort an ergonomischer Schnittführung und praktischen Details/Taschen) (Outwear und Wärmende Schutzkleidung für inaktive sitzende und liegende Rollstuhlfahrer mit vereinfachtem Einstieg)

## Historie
Das Wort „Pflegemode“ ist ein moderner und junger Terminus, der genau dieser Kleidung, die bislang als funktionelle oder adaptive Kleidung für Rollstuhlfahrer, Patienten und Senioren – für Menschen mit Handicap und Behinderung umschrieben wurde – einen Namen gibt. Die Bekleidung soll die Autonomie und Inklusion dieser Menschen fördern, sowie Erleichterung beim Ankleiden schaffen, auch für die Betreuenden wie für die Pflegenden.
Zunächst hatte diese Produktgruppe eine Nischenfunktion. Durch demografische Veränderungen und der zunehmenden Integration von Menschen mit kurz- oder langfristigen Behinderungen gewinnt das Produkt Kleidung eine immer größere Bedeutung.
Der Bedarf nach Individualisierung ist bei Menschen mit gesundheitlichen und mobilen Einschränkungen immens. Dabei entwickelten sich die Kleidungsprodukte zunächst eher funktional.
Doch wird Pflegemode immer mehr unter dem modischen Aspekt auch in einer großen Vielfalt von Designs und Qualitäten exklusiv angeboten.